# Chiesa di Santa Marta (Lugano)
La chiesa di Santa Marta è un edificio religioso tardogotico che si trova a Carona, quartiere di Lugano. Sito storico di interesse nazionale, è sotto la tutela dei Beni Culturali del Canton Ticino. È di proprietà dell'Arciconfraternita del Gonfalone Maggiore di Santa Marta ed ospita le celebrazioni della S. Messa in Rito antico.

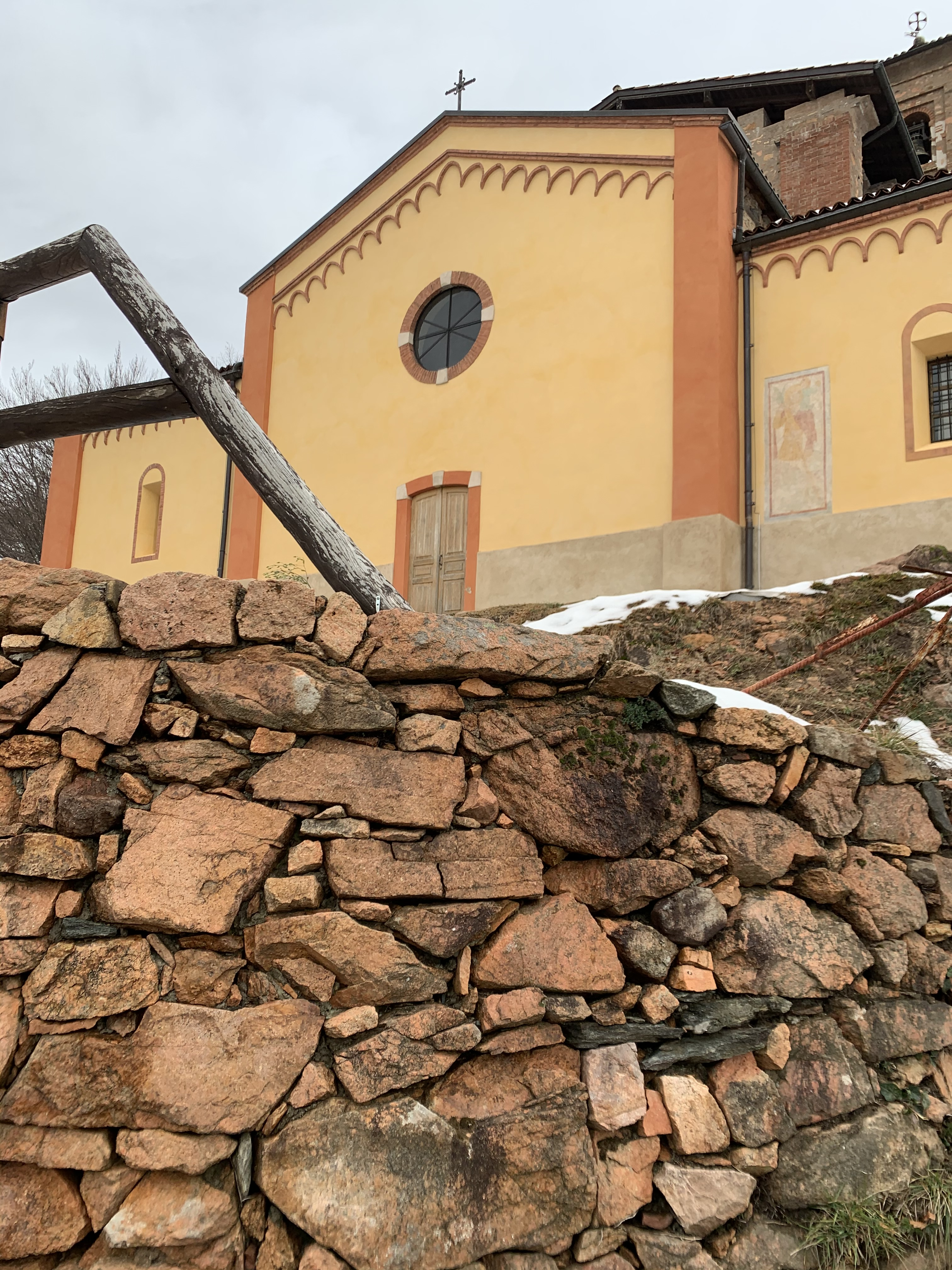
Chiesa di Santa Marta dopo i restauri nel 2021

## Storia
Da principio la chiesa è dedicata ai Santi Pietro e Paolo, ove ha sede l'Arciconfraternita del Gonfalone Maggiore di Santa Marta. L'associazione è composta prevalentemente da fedeli laici ed ha per scopo opere di carità e la manutenzione del proprio edificio sacro. Legata alla Compagnia dei Disciplinati di Santa Martha – fondata da Ranieri Fasano a Como (1260/1383) – la Confraternita dei Disciplini di S. Marta di Carona (1612) si aggrega all'Arciconfraternita del Confalone [sic] di Roma (1613), facendo così di Carona la quarta sede della confraternita accanto a Napoli e a Firenze. L'Arciconfraternita del Gonfalone maggiore di Santa Marta si occupa tuttora della gestione esecutiva dell'edificio sacro.
L'edificio, d'origine quattrocentesca, fu rimaneggiato nel XVI secolo: le opere – che lasciarono ampie tracce negli esterni, in muratura intonacata nella parte quattrocentesca e in muratura a vista in quelle successiva – prevedevano la modifica dell'asse e l'ampliamento della struttura. L'affresco con San Cristoforo in facciata è a sua volta quattrocentesco. L'altare dell'edificio originario è dedicato a Santa Marta e guarda verso Oriente, secondo la tradizione delle chiese del tempo. Di notevole interesse storico artistico sono gli affreschi presenti nella cappella quattrocentesca, restaurati con tutto il complesso nel 2020. Alcuni di questi affreschi risalgono al 1486 e sono attribuiti ai maestri seregnesi. I lavori – sia esterni che interni – sono stati resi possibili a seguito dell'intervento della Federazione Svizzera, del Canton Ticino e del Comune di Lugano, nonché di benefattori legati all'Arciconfraternita, che ha seguito l'iter amministrativo del progetto durante i mandati del direttivo Bernasconi. L'opera di recupero è considerato sul territorio come un esempio di restauro conservativo, rispettoso della tradizione e della gestione delle risorse finanziarie. Il progetto di restauro è sotto la supervisione di Endrio Ruggiero e Lara Caldelari, dell'Ufficio dei beni culturali e porta la firma dell'architetto Luca Giordano.

## Descrizione

### Esterni
Posto sul punto più alto di Carona e rivolto verso nord, l'edificio sacro si compone di un'unica navata, due cappelle laterali e un alto campanile. L'oratorio, sviluppatosi a partire dalla cappella a sud-est in epoca romanica (X-XII sec.) – questa fu completamente affrescata in epoca gotica e rinascimentale (XV sec.) – raggiunge le attuali considerevoli dimensioni, simili a quelle della vicina chiesa parrocchiale dei SS. Giorgio e Andrea e del noto santuario di S. Maria di Loreto (Madonna d'Ongero), in epoca barocca (XVII-XVIII sec.).

### Interni
Al suo interno troviamo pregevoli affreschi (XV-XVI sec.), dipinti e stucchi (XVIII sec.), alcuni raffinati crocifissi lignei policromi (XVII-XVIII sec.) e un organo positivo (XVII-XVIII sec.), collocato sulla cantoria lignea del vasto coro a pianta rettangolare. La chiesa sovrasta un ossario (chiuso, secondo la tradizione orale, negli anni 1930) e dal XIX sec. prospetta sul nuovo cimitero. L'edificio sacro è incluso nei beni culturali del Cantone Ticino e della Confederazione elvetica (1941).
La cappella primitiva (XV-XVI secolo). Entrando nella cappella di Santa Marta, si possono riconoscere le seguenti scene:
Parete est (frontale, entrando):
- S. Giovanni Battista, S. Paolo, Madonna con Bambino, S. Pietro, S. Francesco
- S. Giorgio e il drago, Santa Marta e i confratelli (XV sec.)

Parete est (primo piano):
- Annunciazione
- Santa Marta (attribuito) e S. Domenica (XVI e XV sec.)

Parete sud (entrando a destra):
- Giudizio universale;
- S. Rocco, S. Sebastiano, Sta Agata, S. Gottardo, S. Martino (XV sec.)

Parete nord, (entrando a sinistra):
- Conversione di S. Paolo (XVI sec.)

Parete sud, contro facciata (prima di entrare al lato destro):
- Adamo, Eva;
- Messa di S. Gregorio; S. Bernardo, S. Antonio abate, S. Lucio (XV sec.)

Arricchiscono la cappella tardo-gotica gli affreschi in controsoffitto raffiguranti il Padre creatore.

### I restauri
- 1941-1944, arch. Giacomo Alberti e Otto Maraini, Lugano
- 1977-1982, arch. Tita Carloni, Lorenzo Denti e Fosco Moretti, Lugano
- 2016-2021, Studio d'architettura  Tecnoclima. di Luca Giordano & Partners, Lugano, restauro integrale

## Santa Messa in Rito Antico
La scomparsa di Papa Benedetto XVI ha fatto tornare l'attenzione dell'opinione pubblica alla celebrazione della messa in latino, anche nel Canton Ticino. Tanto che nel febbraio del 2023 la Radiotelevisione della Svizzera Italiana dedicherà nel programma un reportage dedicato interamente al rito tridentino celebrato nella chiesa di Santa Marta. Riconoscendo di fatto il Collegium Caronensis la realtà di riferimento della messa in latino nella Svizzera Italiana.
L'Arciconfraternita ricorda tuttora le proprie Feste:
- Conversione di S. Paolo, la domenica successiva al 25 gennaio
- Solennità dei SS. Pietro e Paolo, il 29 giugno
- Festa di S. Marta, il 29 luglio

In queste ricorrenze come nei giorni di precetto, la Santa Messa viene celebrata in latino secondo il Rito Antico, conosciuto anche come Vetus Ordo Missae o Messa Tridentina. Letture e vangelo vengono riprese in lingua italiana, come anche l'omelia. Mentre l'unico canto consentito dal canone è il canto gregoriano, ed è intonato sia dal sacerdote che dai fedeli.
Nella festa della Conversione di S. Paolo, oltre alla tradizionale benedizione del pane benedetto, è uso bere un bicchierino di grappa durante la celebrazione della messa, al momento del Gloria. Così come testimonia il docufilm del 1965. Tale usanza risale al XV secolo, quando Papa Martino V concesse l'indulto all'Arciconfraternita, complice anche le rigide giornate invernali e la cultura contadina del tempo.
La liturgia latino-gregoriana è promossa dal Collegium Caronensis, l'associazione civile di diritto svizzero di fedeli e sostenitori della Santa Messa in Rito Antico in Ticino. Nel 2020, a seguito delle normative sulla pandemia del covid, gli strumenti liturgici sono stati tutti digitalizzati, pertanto è possibile sfogliare  ePaper. dei canti e del messalino direttamente dal proprio smartphone o tablet.

## Organi di Governo
La chiesa di Santa Marta è di proprietà dell'Arciconfraternita del Gonfalone Maggiore di Santa Marta, che ne cura anche la gestione. L'Arcicofraternita è costituita da un'Assemblea, un Consiglio Direttivo (Comitato) di due membri e due supplenti, e una Commissione della Gestione (Revisori). Il Rettore della Chiesa è un sacerdote nominato dal Vescovo, sentito il Consiglio Direttivo.

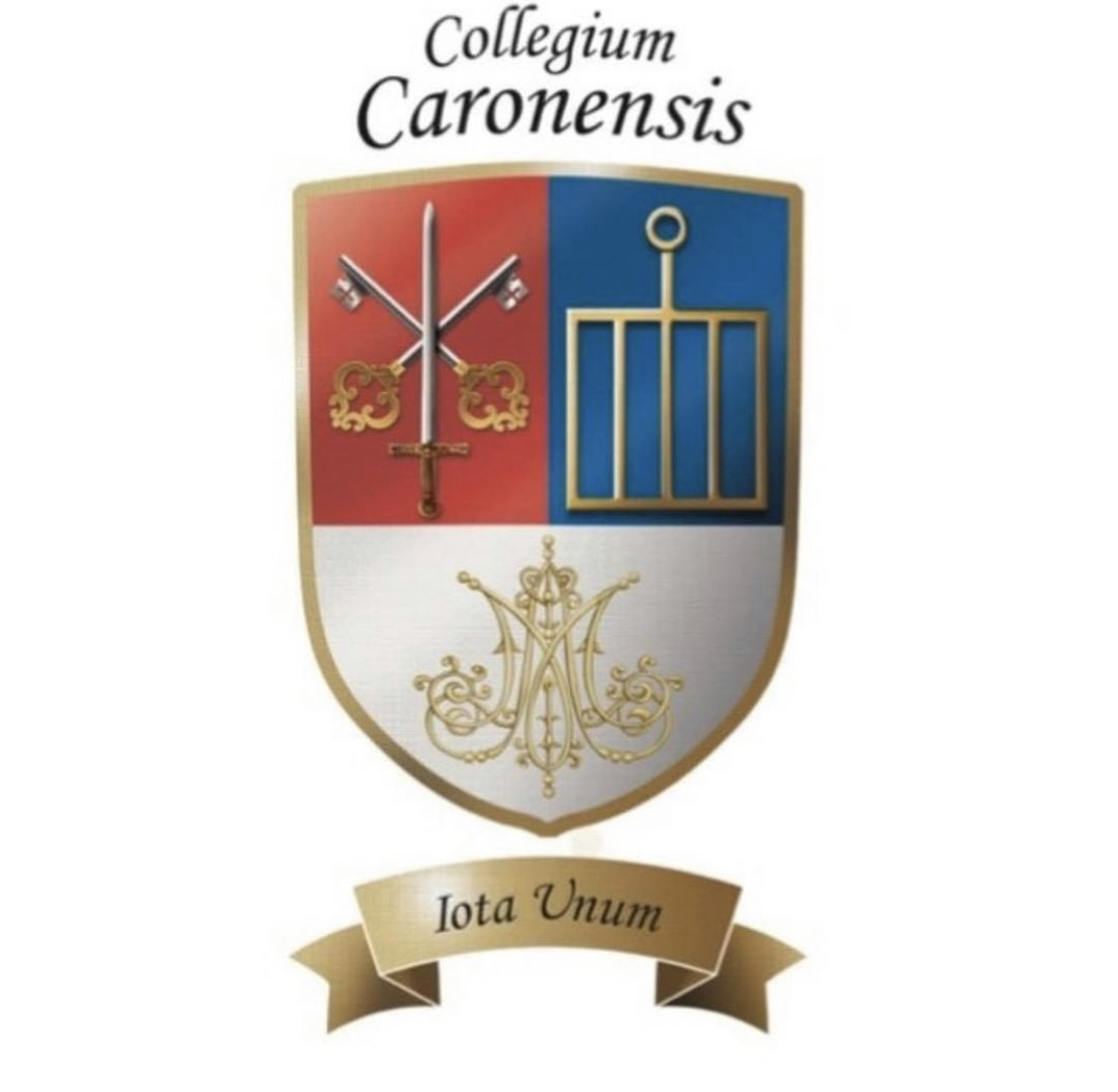

## Galleria d'immagini

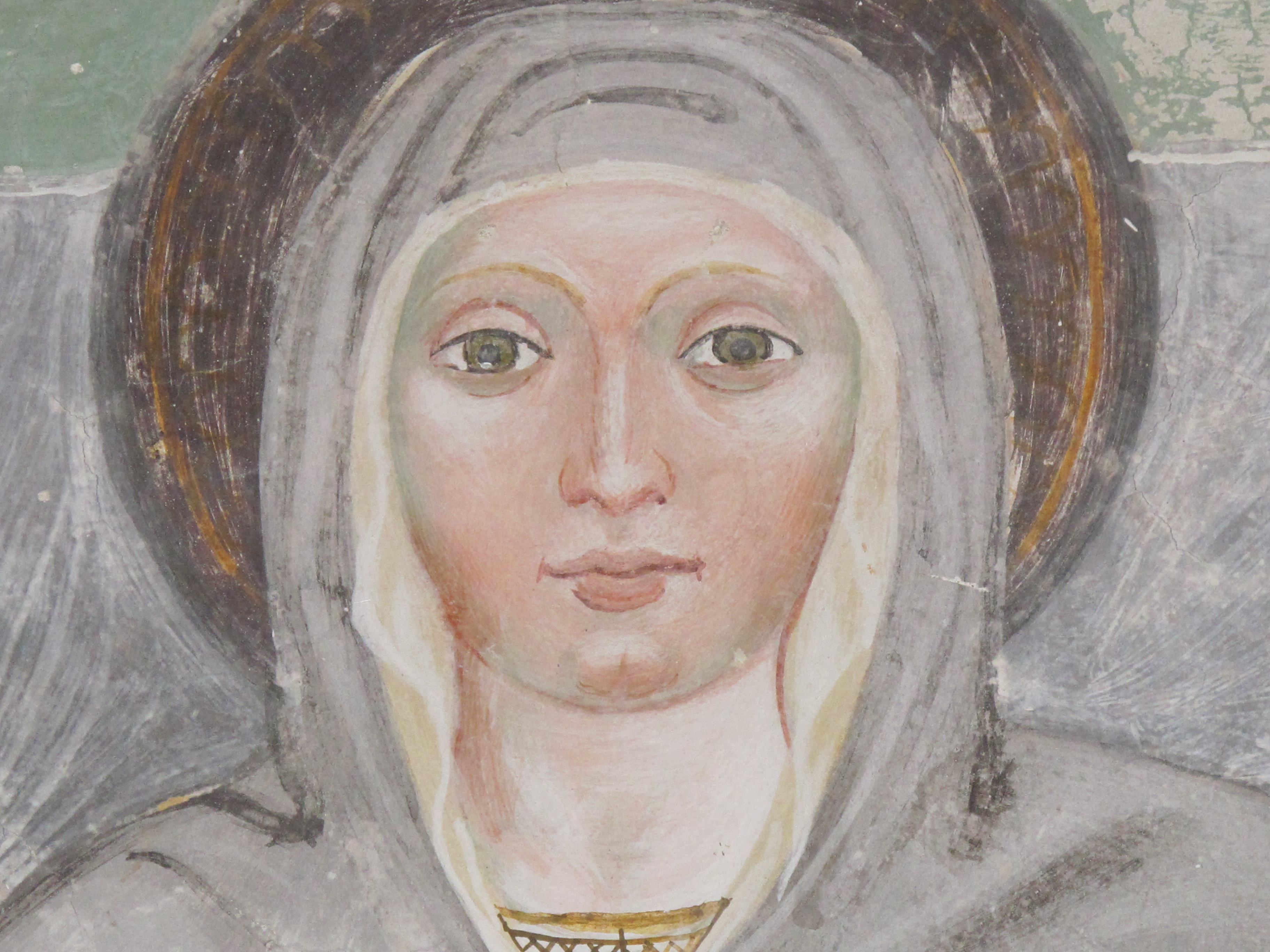
Santa Marta
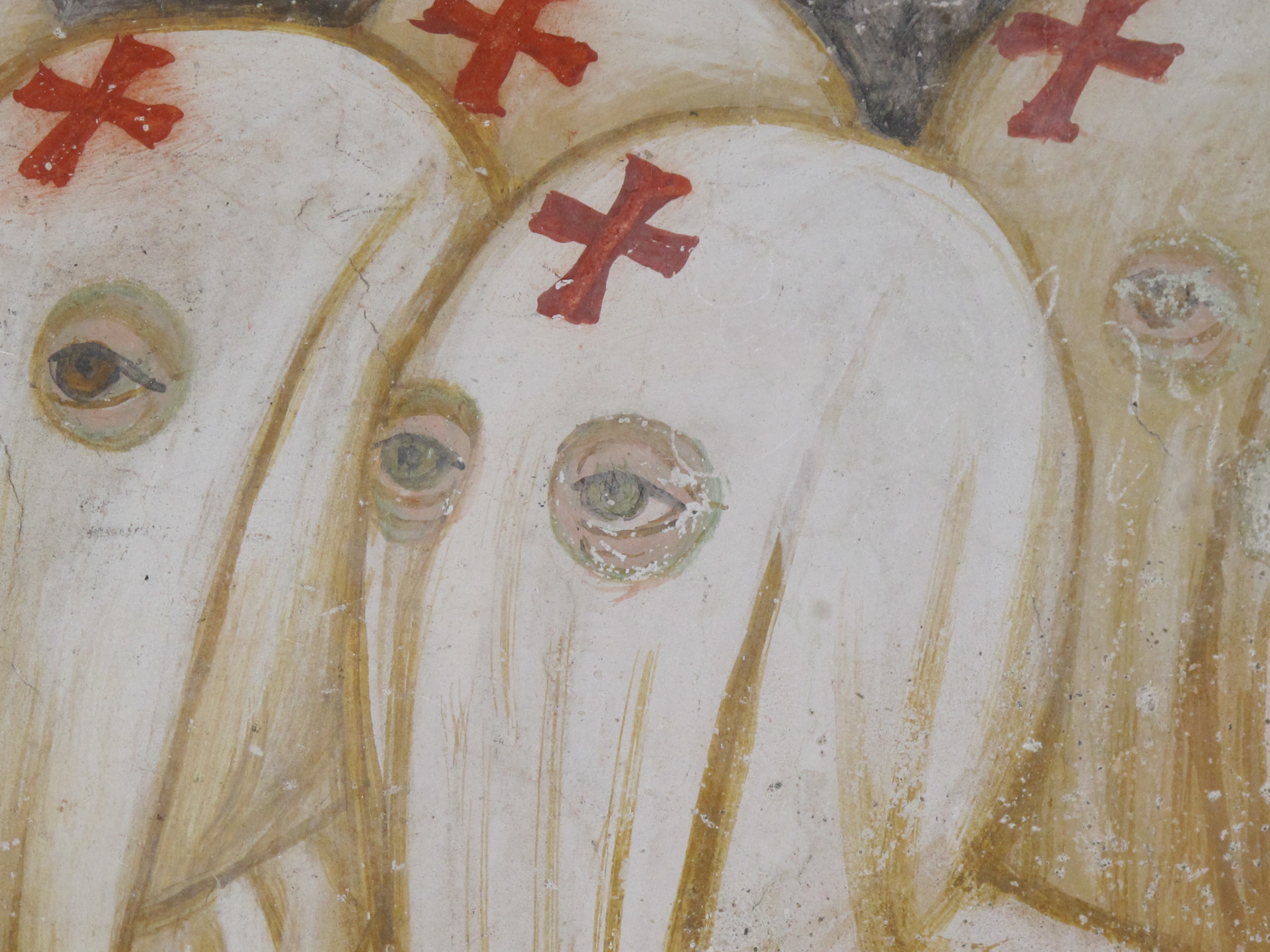
Confratelli
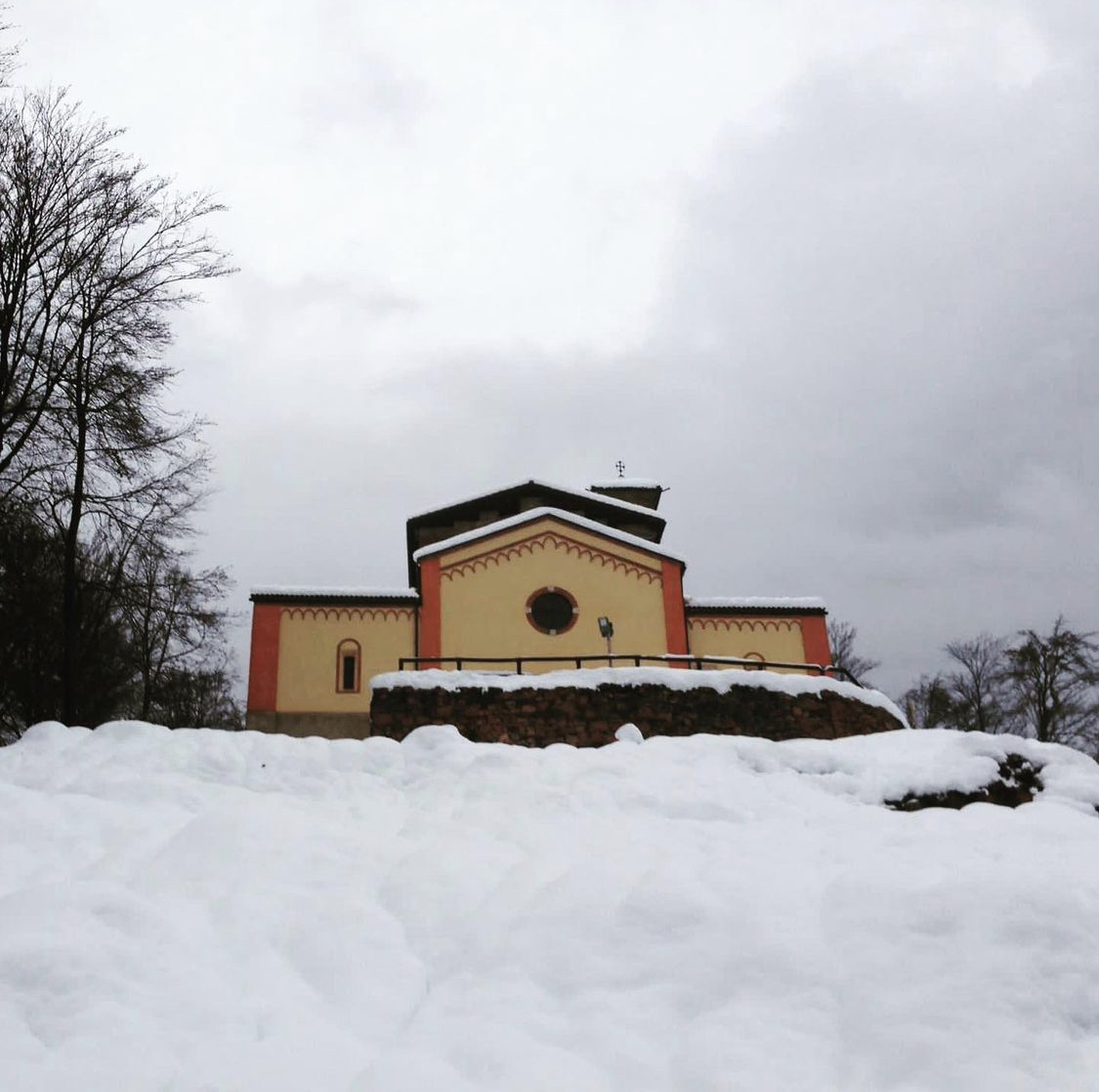
Nevicata